# Boca de la Cañada
Boca de la Cañada är en ort i Mexiko.   Den ligger i kommunen San Miguel de Allende och delstaten Guanajuato, i den centrala delen av landet, 240 km nordväst om huvudstaden Mexico City. Boca de la Cañada ligger 1 914 meter över havet och antalet invånare är 290.
Terrängen runt Boca de la Cañada är kuperad åt sydväst, men åt nordost är den platt. Runt Boca de la Cañada är det ganska tätbefolkat, med 134 invånare per kvadratkilometer. Närmaste större samhälle är San Miguel de Allende, 15,1 km nordost om Boca de la Cañada. Trakten runt Boca de la Cañada består i huvudsak av gräsmarker.